# Spider-Man: Miles Morales
A Marvel's Spider-Man: Miles Morales egy 2020-as akció-kalandjáték, amelyet az Insomniac Games fejlesztett és a Sony Interactive Entertainment adott ki. A Marvel Comics Miles Morales karakterén alapul, és mind a karakter évtizedes képregényes mitológiája, mind a 2018-as Pókember: Irány a Pókverzum! című animációs film — amely segített népszerűsíteni őt — inspirálta. A játék a Marvel's Spider-Man (2018) spin-offja és utódja, valamint az Insomniac Spider-Man sorozatának második része. A történet középpontjában Miles küzdelme áll, hogy egyensúlyt teremtsen civil személyisége és a második Pókemberként betöltött szerepe között, amikor új otthonát, Harlemet a Roxxon Energy Corporation és a titokzatos Tinkerer által vezetett Underground nevű high-tech bűnözői hadsereg közötti háború fenyegeti.
A játékmenetet harmadik személyű perspektívából mutatjuk be, és elsősorban Miles közlekedésére és harci képességeire összpontosítunk. Miles szabadon mozoghat New York Cityben, kapcsolatba léphet a karakterekkel, küldetéseket teljesíthet, és a fő történet előrehaladásával vagy a feladatok teljesítésével új kütyüket és ruhákat oldhat fel. A történeten kívül a játékos mellékküldetéseket teljesíthet, amelyekkel további tartalmakat és gyűjthető tárgyakat oldhat fel. A harc a támadások egymáshoz láncolására, valamint a környezet és a háló felhasználására összpontosít, hogy számos ellenfelet ártalmatlanná tegyen, miközben elkerüli a sérüléseket.
A játékot a PlayStation 5 2020. júniusi bemutatóján jelentették be, és az új konzolhoz 2020. november 12-én jelent meg Észak-Amerikában és Ausztráliában, világszerte pedig november 19-én. Ugyanezen a napon megjelent a PlayStation 4-es verzió is, amely a konzol technikai korlátai miatt nem rendelkezett a next-gen társának néhány fejlett funkciójával, például a ray-tracinggel vagy a 60 FPS teljesítményű móddal. A Microsoft Windows változat 2022. november 18-án jelent meg. A játék dicséretet kapott a PlayStation 5-ös verzió harcai, narratívája, tartalma és technikai fejlesztései miatt. Több mint 6,5 millió darabot adtak el belőle 2021 júliusáig.

## Játékmenet
A Marvel's Spider-Man: Miles Morales alapvető játékmenete megegyezik az elődjével. Ugyanaz a nyílt világ, a mai Manhattan kitalált változata, amelyet hó borít, mivel a játék az ünnepek alatt játszódik. Miles irányítása hasonlóan történik, mint Peter Parkeré, de új animációkkal és képességekkel, amelyeket a történet előrehaladtával oldhatunk fel. Az új képességek közé tartozik a Venom Blast(Méregütés), amely lehetővé teszi a játékos számára, hogy bio-elektromossággal tegye ártalmatlanná az ellenséget, és feltöltse vagy lemerítse az elektromos készülékeket; a Camouflage, amely Miles ideiglenes láthatatlanságát biztosítja; és a Mega Venom Blast, amely egy hatalmas bio-elektromossági robbanásból áll, amely minden közeli ellenséget megrongál. A játék új kütyüket vezet be, például a Remote Mines-t, amely az ellenséghez vagy az elektromos panelekhez rögzíthető; egy eszközt, amely holografikus harcosokat hív segítségül a harcban; és a Gravity Wells-t, amely több ellenséget csapdába ejt és könnyebben eltalálhatóvá teszi őket. Miles képességei és kütyüi a játékos szintlépésével egy képességfa-rendszeren keresztül fejleszthetők. A játék egy másik funkciója Miles Spider-Man applikációja, amely visszajelzést ad neki a New York Cityben történt bűncselekményekről és azok helyszínéről. Tájékoztatja a játékost a számára elérhető mellékküldetésekről, amelyeket teljesíthet, ami a szintlépés szempontjából előnyös.
Miles rendelkezik egy "pókérzékkel", amely figyelmezteti a játékost a bejövő támadásokra, és lehetővé teszi számára, hogy kitérjen és megtorolja azokat, valamint hálóvetővel, amely többféle módon tüzel hálóvonalakat, amelyeket mind az átkelés, mind a harc során használhat. Miles tud ugrani, a felületekhez tapadni, és a New York-i metrórendszer segítségével gyorsan utazni. A mellékküldetések megváltoztak, és egy játékon belüli telefonos alkalmazásból érhetők el. Miles több feloldható ruhával rendelkezik, amelyek közül néhány a karakter médiában már létező változatain alapul, valamint a játékhoz készített eredeti ruhákból. Ezek közül sok javítja Miles képességeit, például lehetővé teszi, hogy kevesebb sérülést szenvedjen, hosszabb ideig láthatatlan maradjon, vagy gyorsabban regenerálódjon a Venom Power(Méregeró). A játék bizonyos szakaszaiban a játékosok Miles-t a civil személyiségében irányítják, és nem használhatja a képességeit vagy kütyüit.

## Összegzés

### Karakterek és környezet
A történet ott folytatódik, ahol a Marvel's Spider-Man és annak letölthető tartalma, a The City That Never Sleeps abbamaradt, amelynek során Miles Moralest (Nadji Jeter) megharapta egy genetikailag feljavított pók, és mentorához, Peter Parkerhez (Yuri Lowenthal) hasonló képességekre tett szert. Egy évvel az első játék befejezése után Miles-t Parker képezte ki, Brooklynból Harlembe költözött, és teljesen beilleszkedett a Pókember szerepébe. Még mindig a tapasztalatszerzés folyamatában van, és kétségei vannak afelől, hogy fel tud-e érni Parker örökségéhez. A játék elején Parker néhány hétre elhagyja New Yorkot és Symkariába utazik, hogy segítsen barátnőjének, Mary Jane Watsonnak az ottani riportokban, és Milesra bízza a város védelmét a távollétében. Most, hogy Miles az egyedüli Pókember, új szuperhősként kell egyensúlyoznia az új szuperhősi feladatai között, miközben támogatnia kell édesanyját, Rio Moralest (Jacqueline Piñol) a városi tanácsba induló kampányában, és meg kell védenie új otthonát a korrupt Roxxon Energy Corporation és az Underground nevű high-tech bűnözői hadsereg közötti erőszakos háborútól.
A játékban új és visszatérő mellékszereplők is feltűnnek, köztük a főgonosz Rhino (Fred Tatasciore), a bebörtönzött bűnöző Kingpin (Travis Willingham), a Pókember-ellenes podcaster J. Jonah Jameson (Darin De Paul) és a F.E.A.S.T. önkéntes Gloria Davila (Melanie Minichino). Parker egykori mentora és munkaadója, Dr. Otto Octavius (William Salyers) egy flashbackben tűnik fel, míg az Oscorp vezetője és New York egykori polgármestere, Norman Osborn (Mark Rolston) a stáblista közepén látható. Miles néhai édesapja, Jefferson Davis rendőr (Russell Richardson) csak a hangján keresztül jelenik meg egy mellékküldetés keretében.
Az új szereplők között van Miles legjobb barátja és iskolatársa, Ganke Lee (Griffin Puatu), aki segíti őt a Pókember-tevékenységében; Miles elhidegült és túlságosan védelmező nagybátyja, Aaron Davis (Ike Amadi), aki a Prowler néven ismert páncélozott zsoldosként tevékenykedik; a podcastert és Pókembert támogató Danika Hart (Ashly Burch); a süket utcai művész Hailey Cooper (Natasha Ofili); Teo Alvarez (Yancey Arias), a bodega tulajdonosa; Caleb Ward (Emerson Brooks), a Caleb's Clean Cuts fodrász; Camila Vasquez (Krizia Bajos), a Pana Fuerte étterem tulajdonosa; Simon Krieger (Troy Baker), a Roxxon kutatás-fejlesztési részlegének vezetője; és Miles gyerekkori legjobb barátja, Phin Mason (Jasmin Savoy Brown), aki bosszút akar állni a bátyja és Miles másik barátja, Rick (Todd Williams) haláláért, mint a titokzatos Tinkerer.

### Cselekmény
Miután több mint egy évig Peter Parker mellett edzett, Miles Morales elsajátította pókszerű képességeit, és az eredeti Pókember bűnüldöző társává vált, bár még mindig nehezen alkalmazkodik új szerepéhez. Miközben egy foglyokat szállító rendőrségi konvojt kísér az újjáépített Raftra, Miles véletlenül kiszabadítja Rhinot, aki pusztítást végez a városban. Míg Miles megállítja a többi szökevényt, Peter megküzd Rhino ellen, aki végül legyőzi őt. Mielőtt Rhino megölhetné Petert, Miles közbelép, és legyőzi őt új bioelektromos képességével, amelyet később "Méregerőnek" neveznek el. Rhino-t a Roxxon őrizetében hagyva Peter tájékoztatja Miles-t, hogy néhány hétig a barátnőjének, a Daily Bugle riporterének, Mary Jane Watsonnak a Symkariában való megbízatásában fog segíteni, mint a fotósa, és megbízza, hogy távollétében vigyázzon a városra, annak ellenére, hogy Miles-nak a korábbi baklövés miatt nincs sok önbizalma.
Miközben a Roxxon Plazában történt betörés ügyében nyomoz, Miles összeütközésbe kerül az Underground nevű csoporttal, akik bosszút állnak a vállalat ellen. Amikor Miles hazatér, hogy karácsonyt ünnepeljen édesanyjával, Rióval és barátjával, Ganke Lee-vel, meglepődve tapasztalja, hogy Rio meghívta Phin Masont, akivel már több mint egy éve nem beszélt. Másnap Ganke készít egy Pókember-alkalmazást, hogy a polgárok közvetlenül Miles-t hívhassák segítségért. Miles nagybátyja, Aaron Davis használja először, és felfedi, hogy ismeri unokaöccse kilétét. Miles részt vesz Rio egyik kampánygyűlésén, de szemtanúja lesz, ahogy az Underground megtámadja a jelenlévő Roxxon-őröket, és megpróbálja megállítani a konfliktust, mielőtt az elfajulna. Megtudja, hogy az Underground a Roxxon kísérleti energiaforrását, a Nuformot keresi, és hogy Phin a vezetőjük, a Tinkerer. További nyomozás után Miles megtudja, hogy Phin bosszút akar állni a testvére, Rick Mason haláláért. Utóbbit a Nuform mérgező tulajdonságai megmérgezték, és Simon Krieger megölte, miután megpróbálta szabotálni a projektet. Aaron segítségével, akiről megtudja, hogy ő a Prowler néven ismert zsoldos, Miles felfedezi Phin tervét, hogy tönkreteszi a Roxxont azzal, hogy a Nuformmal tönkreteszi a plazájukat, hogy rávilágítson annak veszélyes mellékhatásaira, amelyeket Krieger eltitkolt.
Miután elárulta Phin bizalmát, hogy információkat gyűjtsön az Undergroundról, Miles kénytelen felfedni kilétét a nő előtt, ami megkeseríti barátságukat. Miles megpróbál kibékülni Phinnel, de Roxxon egy feljavított Rhino segítségével elrabolja őket. Miles és Phin elmenekül, de Miles megtudja, hogy Aaron kémkedett utána a Roxxon számára, és hogy Krieger módosította a plaza Nuform-reaktorát, hogy elpusztítsa Harlemet, ha Phin terve sikerül. Phin és Miles megküzdenek a feljavított Rhino-val, aki Rick halálával gúnyolja Phint. Majdnem megöli, de Miles közbelép, és ketten összeverekednek, mielőtt Phin kiüti Miles-t és elmenekül. Ganke hazaviszi a sérült Milest, ahol Rio felfedezi fia kilétét, és továbbra is támogatja őt. Miután felépül, Miles megpróbálja megállítani Phint. Azonban Aaron elfogja, aki a föld alá viszi, hogy megakadályozza, hogy megöljék, mint az apját, Jefferson Davist, akivel halála előtt nem tudott kibékülni, ami Miles iránti túlzott védelmezői viselkedését eredményezte. Miles megszökik, és legyőzi nagybátyját, és elmagyarázza, hogy nem fordíthat hátat az embereknek, amikor szükségük van rá.
Miközben az Underground és a Roxxon az utcán harcol, Phin pedig végrehajtja a tervét, Aaron, unokaöccse szavai által inspirálva, segít Riónak evakuálni Harlemet, így Milesnak lehetősége nyílik szembeszállni Phinnel és megállítani a Nuform reaktort, mielőtt az kritikus állapotba kerülne. Mivel Miles nem tud vele szót érteni, megküzd Phinnel, mielőtt megpróbálná elnyelni a Nuformot, hogy a robbanást hatástalanítsa. Azonban túl sok az energia, és Miles képtelen megfékezni azt, ami lassan megöli őt. Hogy megmentse a várost, és felismerve hibáját, Phin feláldozza magát, és biztonságos távolságba repíti őt a város fölé, hogy Miles felszabadíthassa az energiát, mielőtt az megölné őt. Miles a földre zuhan, felfedve kilétét a kevés számú polgár előtt, akiknek Pókemberként segített, akik megígérik, hogy megőrzik titkát, és hősként üdvözlik őt. Négy héttel később a Roxxon számos pert kapott, Kriegert pedig letartóztatták, miután Aaron feladta magát és tanúskodott ellenük. Peter visszatér Symkariából, és megdicséri Miles-t a fejlődéséért és hősiességéért, mielőtt együtt indulnak a bűnözés ellen.
A stáblista közepén látható jelenetben Norman Osborn, New York korábbi polgármestere és az Oscorp vezérigazgatója utasítja a vonakodó Dr. Curt Connors-t, hogy engedje ki halálos beteg fiát, Harryt a sztázisból, annak instabil állapota ellenére. A stáblista utáni jelenetben Miles a Szentháromság-templom tetején hagyja ott a Phinnel közösen elnyert díjat a lány emlékére.

## Fejlesztés
A Marvel's Spider-Man: Miles Morales című játékot az Insomniac Games fejlesztette és a Sony Interactive Entertainment adta ki PlayStation 4-re és PlayStation 5-re. Simon Rutter, a Sony alelnöke a The Telegraphnak elmondta, hogy a játék "az előző játék bővítése és továbbfejlesztése". Az Insomniac azonban később önálló játéknak nevezte a projektet, mondván, hogy ez "a Marvel's Spider-Man univerzum következő kalandja". Méretében és terjedelmében kisebb, mint a Pókember, és az Uncharted: Lost Legacy című játékhoz hasonlították, amely egy önálló bővítményként szolgált, amely kisebb méretű és terjedelmű volt, mint az Uncharted.
A játék "új történetet kínál, új helyszínekkel, új gonosztevőkkel és egyedi küldetésekkel". A PlayStation 5 változat esetében a játék kihasználja a konzol megnövelt feldolgozási teljesítményét, a dedikált sugárkövetési hardvert, az egyedi szilárdtest-meghajtó tárolót, a Tempest Engine-t és a DualSense vezérlőt, hogy olyan funkciókat támogasson, mint a fejlett haptikus visszajelzés, a valós idejű sugárkövetési effektek, a 3D térbeli hang és a csökkentett betöltési idő. A Marvel's Spider-Man: Miles Morales PlayStation 5 változata támogatja a nagy dinamikatartományt és az opcionális "teljesítmény módot", amely lehetővé teszi, hogy a játék 4K felbontásban és 60 képkocka/másodperc sebességgel fusson.
2020. október 9-én az Insomniac Games a Twitteren keresztül bejelentette, hogy a játék "arany lett", ami azt jelenti, hogy a játék fizikai példányai készen állnak a gyártásra, a további fejlesztések pedig szoftverfrissítéseken keresztül kerülnek be a játékba.

### Zene
John Paesano visszatért a Pókember: Miles Morales zenéjének megkomponálásához, miután a 2018-as Pókember zenéjét szerezte. A 2018-as játék zenéjével ellentétben, amely inkább zenekari alapú volt, a Miles Morales soundtrackje a zenekari témákat hip-hop zenével vegyíti. A soundtrackhez három eredeti dal készült: "I'm Ready" Jaden Smith-től, valamint a "Where We Come From" és a "This Is My Time" Lecrae-től.

## Kiadás
A játékot 2020. június 11-én, a PlayStation 5 bemutatóján jelentették be, mint launch címet. Világszerte 2020. november 12-én jelent meg PlayStation 4-re, a PlayStation 5-ös változat is ezen a napon jelent meg Észak-Amerikában, Ausztráliában és Új-Zélandon; egy héttel később pedig világszerte megjelent PlayStation 5-re. A játék számos kiadásban kapható. A standard kiadás az alapjátékot tartalmazza, és mindkét konzolra elérhető, a PlayStation 4-es verzió pedig támogatja a PlayStation 5-ös verzió ingyenes frissítését. Az Ultimate Edition PlayStation 5-re kapható, amely az alapjátékot és a Spider-Man Remastered-et foglalja magába. Észak-Amerikában minden kiadás launch változata elérhető volt, és ezek a változatok azonnali hozzáférést biztosítanak a következőkhöz; a T.R.A.C.K. ruha és Miles ruhája a 2018-as Pókember: Irány a Pókverzum! című animációs filmből, három extra képességpont és egy Gravity Well eszközt. A nemzetközi kiskereskedők ezt a tartalmat külön, beváltható kódként szállították. Mindezek a bónuszelemek a játék során elérhetőek azok számára, akik nem kapták meg az előrendelői bónuszokat.
Az önálló játékban a Marvel Cinematic Universe Fekete Párducának eredeti színésze, Chadwick Boseman emlékét idézik meg, aki két hónappal a játék megjelenése előtt elhunyt. A Miles Morales 2022 novemberében jelent meg Microsoft Windowsra a Steamen és az Epic Games Store-ban. A portot a PlayStation stúdió, a Nixxes Software fejlesztette.

### Kapcsolódó média és árucikkek
2020. október 7-én a Marvel Games bemutatta a Marvel's Spider-Man: Miles Morales - Wings of Fury című előzményregényt, amely 2020. november 10-én jelent meg, és Brittney Morris írta. A regény azt követi nyomon, ahogy Miles megbirkózik azzal, hogy mit jelent Pókembernek lenni. Mindent megkérdőjelez, amikor Keselyű és bűntársa, Starling kísérleti technológiát szabadít New Yorkra. Szintén bejelentették a Marvel's Spider-Man: Miles Morales - The Art of the Game című, Matt Ralphs által írt könyvet, amely 2021. február 16-án jelent meg. A kötet koncepciórajzokat, játékbeli rendereléseket, valamint a művészektől és az Insomniac Games-től származó betekintést tartalmaz.
2021 márciusában a Funko Pop! Vinyl figurák jelentek meg a játékból származó Classic és T.R.A.C.K. öltönyökből, a kettő közül az utóbbiból egy limitált példányszámú üldözési változat, amelyben Miles maszk nélküli. A 2020-as, Bodega Cat, S.T.R.I.K.E, Advanced Tech, Purple Rein, Crimson Cowl, Winter és Programmable Matter öltönyökből 2021 áprilisában jelent meg egy további válogatás, az utóbbi kettőnek exkluzív változata a Hot Topicban, illetve a GameStopban kapható.

## Fogadtatás
| Összegzőoldal | Értékelés               |
| ------------- | ----------------------- |
| Metacritic    | PS4: 84/100 PS5: 85/100 |

| Szerző        | Értékelés |
| ------------- | --------- |
| Destructoid   | 9/10      |
| Edge          | 7/10      |
| EGM           | [ 32 ]    |
| Game Informer | 9/10      |
| GameSpot      | 7/10      |
| GamesRadar+   | [ 35 ]    |
| IGN           | 9/10      |
| Jeuxvideo.com | 16/20     |
| OPM (UK)      | 9/10      |
| USgamer       | [ 38 ]    |

A Spider-Man: Miles Morales a Metacritic kritika magazin szerint "általában kedvező kritikákat" kapott.
Jonathon Dornbush, az IGN munkatársa élvezte a játék új PS5-ös fejlesztését és a még izgalmasabb melléktartalmakat.  A Destructoid munkatársa, Chris Carter a játék történetét és Miles új képességeit dicsérte. Andrew Reiner a Game Informertől nagyra értékelte a harcok és Harlem területének javulását.

### Eladások
A Spider-Man: Miles Morales PlayStation 4-es verziójából 22 882 fizikai példányt adtak el az első héten Japánban, ezzel a nyolcadik legkelendőbb kiskereskedelmi játék lett az országban. Ugyanezen a héten a PlayStation 5-ös verzió a tizedik legkelendőbb kiskereskedelmi játék volt Japánban, 18 640 fizikai példányban. A Spider-Man: Miles Morales volt a legkelendőbb fizikai PlayStation 5-játék az Egyesült Királyságban is. Németországban a játékból a megjelenés hónapjában több mint 100 000 példányt adtak el, 2020 december végéig pedig 200 000 példányt. 2020. december 18-ig a játékból összesen 663 000 digitális példányt adtak el a PlayStation 4 és a PlayStation 5 platformokon. 2021. április 22-én Jeff Grubb, a VentureBeat munkatársa arról számolt be, hogy a játék a The Last of Us Part II-t és a Ghost of Tsushima-t is túladta az életre szóló eladások tekintetében. A játékból 2021. július 18-ig több mint 6,5 millió példányt adtak el. A Miles Morales a 2020-as év tizenkettedik, 2021-ben pedig a hatodik legkelendőbb játék volt.
| Dátum             | Díj                               | Kategória                                                     | Címzett(ek) és jelölt(ek)                               | Eredmény |
| ----------------- | --------------------------------- | ------------------------------------------------------------- | ------------------------------------------------------- | -------- |
| 2020. december 10 | The Game Awards 2020              | Legjobb előadás                                               | Nadji Jeter mint Miles Morales                          | Jelölve  |
| 2020. december 10 | The Game Awards 2020              | Legjobb akció/kaland                                          | Spider-Man: Miles Morales                               | Jelölve  |
| 2020. december 10 | The Game Awards 2020              | Játékos hangja                                                | Spider-Man: Miles Morales                               | Jelölve  |
| 2021. március 25  | 17. British Academy Games Awards  | Legjobb játék                                                 | Spider-Man: Miles Morales                               | Jelölve  |
| 2021. március 25  | 17. British Academy Games Awards  | Élénkség                                                      | Spider-Man: Miles Morales                               | Jelölve  |
| 2021. március 25  | 17. British Academy Games Awards  | Hangteljesítmény                                              | Spider-Man: Miles Morales                               | Jelölve  |
| 2021. március 25  | 17. British Academy Games Awards  | Zene                                                          | John Paesano                                            | Elnyerte |
| 2021. március 25  | 17. British Academy Games Awards  | Elbeszélés                                                    | Spider-Man: Miles Morales                               | Jelölve  |
| 2021. március 25  | 17. British Academy Games Awards  | Főszereplő előadó                                             | Nadji Jeter mint Miles Morales                          | Jelölve  |
| 2021. március 25  | 17. British Academy Games Awards  | Technikai teljesítmény                                        | Spider-Man: Miles Morales                               | Jelölve  |
| 2021. április 6   | 19. Visual Effects Society Awards | Kiemelkedő vizuális effektusok valós idejű projektben         | Gavin Goulden, Jess Reed, Bryanna Lindsey, Mike Yosh    | Jelölve  |
| 2021. április 16  | 48. Annie-díj                     | Kiemelkedő teljesítmény karakteranimációért egy videojátékban | Brian Wyser, Michael Yosh, Danny Garnett, David Hancock | Elnyerte |

## Fordítás
Ez a szócikk részben vagy egészben  a   Spider-Man: Miles Morales című angol Wikipédia-szócikk ezen változatának fordításán alapul.  Az eredeti cikk szerkesztőit annak laptörténete sorolja fel. Ez a jelzés csupán a megfogalmazás eredetét és a szerzői jogokat jelzi, nem szolgál a cikkben szereplő információk forrásmegjelöléseként.